# Naarda postpallida
Naarda postpallida là một loài bướm đêm trong họ Noctuidae.